# Cornelis Adriaan Lobry van Troostenburg de Bruyn

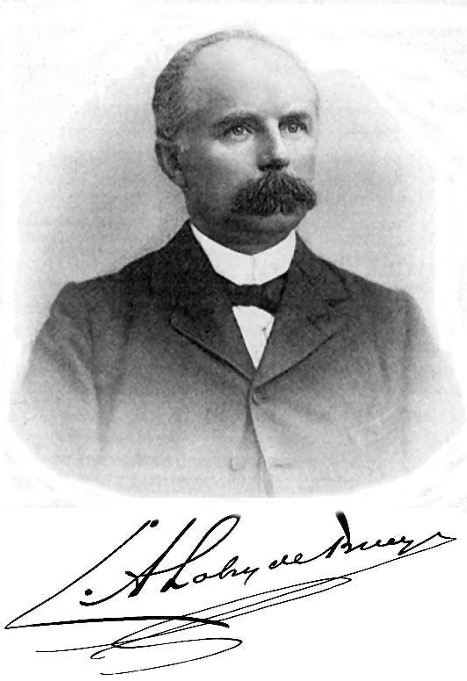
Cornelis Adriaan Lobry van Troostenburg de Bruyn

Cornelis Adriaan Lobry van Troostenburg de Bruyn (* 1. Januar 1857 in Leeuwarden; † 23. Juli 1904 in Amsterdam) war ein niederländischer Chemiker.

## Leben
De Bruyn studierte von 1875 bis 1883 Naturwissenschaften an der Universität Leiden. Dort promovierte er 1883 zum Doktor der Chemie. Bis 1896 arbeitete er als wissenschaftlicher Assistent, zunächst in Leiden, später in Paris und schließlich wieder in Leiden. Danach übernahm er die Leitung des chemischen Laboratoriums für Explosivstoffe der niederländischen Marine und lehrte als Professor für organische und pharmazeutische Chemie an der Universität Amsterdam. Seit 1897 war er Mitglied der Königlich Niederländischen Akademie der Wissenschaften.

## Leistungen
- Arbeiten über die drei isomeren Dinitrobenzole
- 1885 entdeckte er die Tautomerie bei Zuckern, die nach ihm und Willem Alberda van Ekenstein benannte Lobry-de-Bruyn-Alberda-van-Ekenstein-Umlagerung
- Untersuchungen an kolloiden und echten Lösungen.
- Synthese von Hydroxylamin (1891) und Hydrazin (1894)